# CONCACAF Champions League 2015/16
De CONCACAF Champions League 2015/16 was de achtste editie van de CONCACAF Champions League, een jaarlijks voetbaltoernooi voor clubs uit Noord- en Centraal-Amerika en de Caraïben, georganiseerd door de CONCACAF. Sinds 2015 is de officiële naam van het toernooi Scotiabank CONCACAF Champions League. Club América is de titelverdediger. De winnaar plaatst zich voor het WK voor clubs 2016.

## Algemene info

### Deelnemers per land
In totaal namen 24 teams uit 12 landen deel aan de Champions League, verdeeld over Noord-Amerika (negen deelnemers), Centraal-Amerika (twaalf deelnemers) en de Caraïben (drie deelnemers).
Hieronder de verdeling van de plaatsen:
- Van Mexico en de Verenigde Staten kwalificeerden zich vier teams.
- Van Costa Rica, El Salvador, Guatemala, Honduras en Panama kwalificeerden zich twee teams.
- Van Belize, Canada en Nicaragua kwalificeerde zich één team.
- Van de Caraïben kwalificeerden zich drie teams, die zich plaatsten via het CFU Club Championship.

### Data
De loting voor de groepsfase vond plaats in het New World Center in Miami Beach, Verenigde Staten. Voor de knock-outfase werd niet geloot, omdat die wedstrijden worden bepaald aan de hand van het aantal punten in de groepsfase.
| Fase          | Ronde       | Datum loting   | Heenwedstrijd          | Terugwedstrijd       |
| ------------- | ----------- | -------------- | ---------------------- | -------------------- |
| Groepsfase    | 1 juni 2015 | Wedstrijddag 1 | 4-6 augustus 2015      | 4-6 augustus 2015    |
| Groepsfase    | 1 juni 2015 | Wedstrijddag 2 | 18-20 augustus 2015    | 18-20 augustus 2015  |
| Groepsfase    | 1 juni 2015 | Wedstrijddag 3 | 25-27 augustus 2015    | 25-27 augustus 2015  |
| Groepsfase    | 1 juni 2015 | Wedstrijddag 4 | 15-17 september 2015   | 15-17 september 2015 |
| Groepsfase    | 1 juni 2015 | Wedstrijddag 5 | 22-24 september 2015   | 22-24 september 2015 |
| Groepsfase    | 1 juni 2015 | Wedstrijddag 6 | 20-22 oktober 2015     | 20-22 oktober 2015   |
| Knock-outfase | geen loting | Kwartfinales   | 23 en 24 februari 2016 | 1 en 2 maart 2016    |
| Knock-outfase | geen loting | Halve finales  | 15-17 maart 2016       | 5-7 april 2016       |
| Knock-outfase | geen loting | Finale         | 20 april 2016          | 27 april 2016        |

## Teams
Onderstaande tabel geeft alle deelnemers aan deze editie weer, toont in welke ronde de club van start ging en op welke manier ze zich hebben geplaatst.
| Club América        | Kampioen Apertura                                | Comunicaciones FC      | Kampioen Apertura en Clausura  |
| Club Santos Laguna  | Kampioen Clausura                                | CSD Municipal          | Finalist Apertura en Clausura  |
| Club Tigres UANL    | Finalist Apertura                                | CD Motagua             | Kampioen Apertura              |
| Querétaro FC        | Finalist Clausura                                | CD Olimpia             | Kampioen Clausura              |
| Los Angeles Galaxy  | Kampioen                                         | San Francisco FC       | Kampioen Apertura              |
| Seattle Sounders FC | Nummer 1 Western Conference (Supporters' Shield) | CD Árabe Unido         | Kampioen Clausura              |
| D.C. United         | Nummer 1 Eastern Conference                      | Verdes FC              | Kampioen Closing               |
| Real Salt Lake      | Nummer 4 regulier seizoen                        | Vancouver Whitecaps FC | Beste Canadese ploeg in de MLS |
| Deportivo Saprissa  | Kampioen Apertura                                | CD Walter Ferretti     | Kampioen Apertura              |
| CS Herediano        | Kampioen Clausura                                | Central FC             | Winnaar CFU Club Championship  |
| AD Isidro Metapán   | Kampioen Apertura                                | W Connection FC        | Nummer 2 CFU Club Championship |
| Santa Tecla FC      | Kampioen Clausura                                | Montego Bay United FC  | Nummer 3 CFU Club Championship |

## Groepsfase
In de groepsfase speelden de 24 deelnemende clubs in acht groepen van drie clubs een minicompetitie. De groepswinnaars kwalificeerden zich voor de kwartfinales. De wedstrijden werden tussen 4 augustus en 22 oktober 2015 gespeeld.
Indien meerdere clubs gelijk eindigden, werd er gekeken naar het onderlinge resultaat (eerst keek men naar de onderling behaalde punten en dan naar het onderlinge doelsaldo en gemaakte uitdoelpunten). Was er dan nog een gelijke stand, dan waren het doelsaldo en de gemaakte doelpunten in alle wedstrijden de volgende criteria, gevolgd door de gemaakte uitdoelpunten in alle wedstrijden. Leverde dit nog geen beslissing op, dan zou er worden geloot.

#### Potindeling
De 24 teams kwamen in drie potten terecht, waarbij ploegen uit hetzelfde land ook in dezelfde pot kwamen, zodat deze niet tegen elkaar zouden loten. Pot 1 bevatte de Caraïbische ploegen, de vertegenwoordigers uit landen die maar één deelnemer hadden (Belize, Canada en Nicaragua) en beide deelnemers uit El Salvador. Pot 2 bevatte de deelnemers uit de overige Centraal-Amerikaanse landen (Costa Rica, Guatemala, Honduras en Panama) en Pot 3 bevatte de deelnemers uit Mexico en de Verenigde Staten.
| Pot 1                  | Pot 1 |
| Team                   |       |
| ---------------------- | ----- |
| Vancouver Whitecaps FC |       |
| Verdes FC              |       |
| AD Isidro Metapán      |       |
| Santa Tecla FC         |       |
| CD Walter Ferretti     |       |
| Montego Bay United FC  |       |
| Central FC             |       |
| W Connection FC        |       |

| Pot 2              | Pot 2 |
| Team               |       |
| ------------------ | ----- |
| Deportivo Saprissa |       |
| CS Herediano       |       |
| Comunicaciones FC  |       |
| CSD Municipal      |       |
| CD Motagua         |       |
| CD Olimpia         |       |
| CD Árabe Unido     |       |
| San Francisco FC   |       |

| Pot 3               | Pot 3 |
| Team                |       |
| ------------------- | ----- |
| Club América TH     |       |
| Querétaro FC        |       |
| Club Santos Laguna  |       |
| Club Tigres UANL    |       |
| D.C. United         |       |
| Los Angeles Galaxy  |       |
| Real Salt Lake      |       |
| Seattle Sounders FC |       |

### Groep A
| Nr. | Club               | Wedstrijden | Wedstrijden | Wedstrijden | Wedstrijden | Doelpunten | Doelpunten | Doelpunten | Punten |
| --- | ------------------ | ----------- | ----------- | ----------- | ----------- | ---------- | ---------- | ---------- | ------ |
| Nr. | Club               | G           | W           | G           | V           | V          | T          | Saldo      | Punten |
| 1   | Club Santos Laguna | 4           | 3           | 0           | 1           | 12         | 3          | +9         | 9      |
| 2   | Deportivo Saprissa | 4           | 2           | 0           | 2           | 8          | 9          | –1         | 6      |
| 3   | W Connection FC    | 4           | 1           | 0           | 3           | 2          | 10         | –8         | 3      |

| Uitploeg →    | Santos | Saprissa | W Conn. |
| Thuisploeg ↓  | Santos | Saprissa | W Conn. |
| ------------- | ------ | -------- | ------- |
| Santos Laguna |        | 6 – 1    | 4 – 0   |
| Saprissa      | 2 – 1  |          | 4 – 0   |
| W Connection  | 0 – 1  | 2 – 1    |         |

### Groep B
| Nr. | Club              | Wedstrijden | Wedstrijden | Wedstrijden | Wedstrijden | Doelpunten | Doelpunten | Doelpunten | Punten |
| --- | ----------------- | ----------- | ----------- | ----------- | ----------- | ---------- | ---------- | ---------- | ------ |
| Nr. | Club              | G           | W           | G           | V           | V          | T          | Saldo      | Punten |
| 1   | Club Tigres UANL  | 4           | 2           | 2           | 0           | 5          | 3          | +2         | 8      |
| 2   | CS Herediano      | 4           | 1           | 2           | 1           | 4          | 3          | +1         | 5      |
| 3   | AD Isidro Metapán | 4           | 1           | 0           | 3           | 4          | 7          | –3         | 3      |

| Uitploeg →     | UANL  | Heredia | Metapán |
| Thuisploeg ↓   | UANL  | Heredia | Metapán |
| -------------- | ----- | ------- | ------- |
| Tigres UANL    |       | 0 – 0   | 2 – 1   |
| Herediano      | 1 – 1 |         | 3 – 0   |
| Isidro Metapán | 1 – 2 | 2 – 0   |         |

### Groep C
| Nr. | Club             | Wedstrijden | Wedstrijden | Wedstrijden | Wedstrijden | Doelpunten | Doelpunten | Doelpunten | Punten |
| --- | ---------------- | ----------- | ----------- | ----------- | ----------- | ---------- | ---------- | ---------- | ------ |
| Nr. | Club             | G           | W           | G           | V           | V          | T          | Saldo      | Punten |
| 1   | Querétaro FC     | 4           | 2           | 1           | 1           | 11         | 2          | +9         | 7      |
| 2   | San Francisco FC | 4           | 2           | 0           | 2           | 11         | 5          | +6         | 6      |
| 3   | Verdes FC        | 4           | 1           | 1           | 2           | 2          | 17         | –15        | 4      |

| Uitploeg →    | Querét. | San Fr. | Verdes |
| Thuisploeg ↓  | Querét. | San Fr. | Verdes |
| ------------- | ------- | ------- | ------ |
| Querétaro     |         | 2 – 0   | 8 – 0  |
| San Francisco | 2 – 1   |         | 8 – 0  |
| Verdes        | 0 – 0   | 2 – 1   |        |

### Groep D
| Nr. | Club               | Wedstrijden | Wedstrijden | Wedstrijden | Wedstrijden | Doelpunten | Doelpunten | Doelpunten | Punten |
| --- | ------------------ | ----------- | ----------- | ----------- | ----------- | ---------- | ---------- | ---------- | ------ |
| Nr. | Club               | G           | W           | G           | V           | V          | T          | Saldo      | Punten |
| 1   | Los Angeles Galaxy | 4           | 2           | 2           | 0           | 12         | 3          | +9         | 8      |
| 2   | Central FC         | 4           | 1           | 1           | 2           | 3          | 7          | –4         | 4      |
| 3   | Comunicaciones FC  | 4           | 1           | 1           | 2           | 2          | 7          | –5         | 4      |

| Uitploeg →     | Galaxy | Central | Comunic. |
| Thuisploeg ↓   | Galaxy | Central | Comunic. |
| -------------- | ------ | ------- | -------- |
| LA Galaxy      |        | 5 – 1   | 5 – 0    |
| Central        | 1 – 1  |         | 1 – 0    |
| Comunicaciones | 1 – 1  | 1 – 0   |          |

### Groep E
| Nr. | Club               | Wedstrijden | Wedstrijden | Wedstrijden | Wedstrijden | Doelpunten | Doelpunten | Doelpunten | Punten |
| --- | ------------------ | ----------- | ----------- | ----------- | ----------- | ---------- | ---------- | ---------- | ------ |
| Nr. | Club               | G           | W           | G           | V           | V          | T          | Saldo      | Punten |
| 1   | Club América       | 4           | 3           | 1           | 0           | 9          | 2          | +7         | 10     |
| 2   | CD Motagua         | 4           | 2           | 1           | 1           | 5          | 6          | –1         | 7      |
| 3   | CD Walter Ferretti | 4           | 0           | 0           | 4           | 2          | 8          | –6         | 0      |

| Uitploeg →      | América | Motagua | CDWF  |
| Thuisploeg ↓    | América | Motagua | CDWF  |
| --------------- | ------- | ------- | ----- |
| Club América    |         | 4 – 0   | 1 – 0 |
| Motagua         | 1 – 1   |         | 2 – 0 |
| Walter Ferretti | 1 – 3   | 1 – 2   |       |

### Groep F
| Nr. | Club                | Wedstrijden | Wedstrijden | Wedstrijden | Wedstrijden | Doelpunten | Doelpunten | Doelpunten | Punten |
| --- | ------------------- | ----------- | ----------- | ----------- | ----------- | ---------- | ---------- | ---------- | ------ |
| Nr. | Club                | G           | W           | G           | V           | V          | T          | Saldo      | Punten |
| 1   | Seattle Sounders FC | 4           | 2           | 1           | 1           | 6          | 3          | +3         | 7      |
| 2   | CD Olimpia          | 4           | 2           | 0           | 2           | 3          | 3          | 0          | 6      |
| 3   | Vancouver Whitecaps | 4           | 1           | 1           | 2           | 2          | 5          | –3         | 4      |

| Uitploeg →   | Sounders | Olimpia | Whitec. |
| Thuisploeg ↓ | Sounders | Olimpia | Whitec. |
| ------------ | -------- | ------- | ------- |
| S. Sounders  |          | 2 – 1   | 3 – 0   |
| Olimpia      | 1 – 0    |         | 1 – 0   |
| V. Whitecaps | 1 – 1    | 1 – 0   |         |

### Groep G
| Nr. | Club           | Wedstrijden | Wedstrijden | Wedstrijden | Wedstrijden | Doelpunten | Doelpunten | Doelpunten | Punten |
| --- | -------------- | ----------- | ----------- | ----------- | ----------- | ---------- | ---------- | ---------- | ------ |
| Nr. | Club           | G           | W           | G           | V           | V          | T          | Saldo      | Punten |
| 1   | Real Salt Lake | 4           | 3           | 1           | 0           | 4          | 1          | +3         | 10     |
| 2   | CSD Municipal  | 4           | 1           | 1           | 2           | 3          | 4          | –1         | 4      |
| 3   | Santa Tecla FC | 4           | 0           | 2           | 2           | 3          | 5          | –2         | 2      |

| Uitploeg →     | RSL   | Municipal | S. Tecla |
| Thuisploeg ↓   | RSL   | Municipal | S. Tecla |
| -------------- | ----- | --------- | -------- |
| Real Salt Lake |       | 1 – 0     | 2 – 1    |
| Municipal      | 0 – 1 |           | 2 – 1    |
| Santa Tecla    | 0 – 0 | 1 – 1     |          |

### Groep H
| Nr. | Club               | Wedstrijden | Wedstrijden | Wedstrijden | Wedstrijden | Doelpunten | Doelpunten | Doelpunten | Punten |
| --- | ------------------ | ----------- | ----------- | ----------- | ----------- | ---------- | ---------- | ---------- | ------ |
| Nr. | Club               | G           | W           | G           | V           | V          | T          | Saldo      | Punten |
| 1   | D.C. United        | 4           | 3           | 1           | 0           | 9          | 3          | +6         | 10     |
| 2   | CD Árabe Unido     | 4           | 2           | 0           | 2           | 5          | 4          | +1         | 6      |
| 3   | Montego Bay United | 4           | 0           | 1           | 3           | 4          | 11         | –7         | 1      |

| Uitploeg →   | D.C.  | DAU   | Montego |
| Thuisploeg ↓ | D.C.  | DAU   | Montego |
| ------------ | ----- | ----- | ------- |
| D.C. United  |       | 2 – 0 | 3 – 0   |
| Árabe Unido  | 0 – 1 |       | 3 – 0   |
| Montego Bay  | 3 – 3 | 1 – 2 |         |

## Knock-outfase
De acht geplaatste ploegen kregen een nummer toegewezen, op basis van hun prestaties uit de groepsfase. Dit werd bepaald aan de hand van het aantal behaalde punten. Mocht dat gelijk zijn, dan werd er vervolgens gekeken naar doelsaldo, gemaakte doelpunten en gemaakte uitdoelpunten. Als dat geen beslissing gaf, werd er gekeken naar het aantal zeges en ten slotte het aantal uitzeges. Indien er dan nog ploegen gelijk stonden, dan zou er worden geloot.
In de kwartfinales werd het team met het laagste nummer gekoppeld aan dat met het hoogste nummer (dus nummer 1 tegen 8, nummer 2 tegen 7, et cetera).
Het schema is zo gemaakt, dat als de vier ploegen met het laagste nummer allemaal zouden winnen, dat dan in de halve finales wederom het team met het laagste nummer tegen het team met het hoogste nummer speelt (dus de winnaar van 1 tegen 8 speelt tegen de winnaar van 4 tegen 5, en de winnaar van 2 tegen 7 speelt tegen de winnaar van 3 tegen 6).
In elke ronde speelt het team met het hogere nummer in de eerste wedstrijd thuis en het team met het lagere nummer in de tweede wedstrijd thuis.
De winnaar van elke wedstrijd is de ploeg met de meeste gescoorde doelpunten over twee wedstrijden. Bij gelijke stand wordt er gekeken naar de ploeg die het meeste uitdoelpunten heeft gemaakt. Is ook dat gelijk, wordt er verlengd. Indien beide ploegen in de verlenging evenveel doelpunten maken, dan worden er strafschoppen genomen (de uitdoelpuntenregel telt in de verlenging dus niet meer).
| Nr. | Team                    | Sp. | W | G | V | DV | DT | DS | Pnt. |
| --- | ----------------------- | --- | - | - | - | -- | -- | -- | ---- |
| 1   | Club América (E)        | 4   | 3 | 1 | 0 | 9  | 2  | +7 | 10   |
| 2   | D.C. United (H)         | 4   | 3 | 1 | 0 | 9  | 3  | +6 | 10   |
| 3   | Real Salt Lake (G)      | 4   | 3 | 1 | 0 | 4  | 1  | +3 | 10   |
| 4   | Club Santos Laguna (A)  | 4   | 3 | 0 | 1 | 12 | 3  | +9 | 9    |
| 5   | Los Angeles Galaxy (D)  | 4   | 2 | 2 | 0 | 12 | 3  | +9 | 8    |
| 6   | Club Tigres UANL (B)    | 4   | 2 | 2 | 0 | 5  | 3  | +2 | 8    |
| 7   | Querétaro FC (C)        | 4   | 2 | 1 | 1 | 11 | 2  | +9 | 7    |
| 8   | Seattle Sounders FC (F) | 4   | 2 | 1 | 1 | 6  | 3  | +3 | 7    |

### Wedstrijdschema
- Indien Querétaro of Seattle Sounders hun kwartfinale winnen, dan spelen zij in de halve finale eerst thuis.
- Indien de winnaar van duel E een slechter nummer heeft dan hun tegenstander, dan spelen zij in de finale eerst thuis.

|  | Kwartfinales     | Kwartfinales | Kwartfinales | Kwartfinales |   |               | Halve finales | Halve finales | Halve finales | Halve finales |  |             | Finale | Finale | Finale | Finale |  |  |
|  |                  |              |              |              |   |               |               |               |               |               |  |             |        |        |        |        |  |  |
|  | Tigres UANL      | 2            | 1            | 3            |   |               |               |               |               |               |  |             |        |        |        |        |  |  |
|  | Real Salt Lake   | 0            | 1            | 1            |   |               |               |               |               |               |  |             |        |        |        |        |  |  |
|  | Real Salt Lake   | 0            | 1            | 1            |   | Tigres UANL   | 0             | 2             | 2             |               |  |             |        |        |        |        |  |  |
|  |                  |              |              |              |   | Tigres UANL   | 0             | 2             | 2             |               |  |             |        |        |        |        |  |  |
|  |                  | Querétaro    | 0            | 0            | 0 |               |               |               |               |               |  |             |        |        |        |        |  |  |
|  | Querétaro        | Querétaro    | 0            | 0            | 0 | 2             | 1             | 3             |               |               |  |             |        |        |        |        |  |  |
|  | Querétaro        |              |              |              |   | 2             | 1             | 3             |               |               |  |             |        |        |        |        |  |  |
|  | D.C. United      | 0            | 1            | 1            |   |               |               |               |               |               |  |             |        |        |        |        |  |  |
|  | D.C. United      | 0            | 1            | 1            |   |               |               |               |               |               |  | Tigres UANL | 0      | 1      | 1      |        |  |  |
|  |                  |              |              |              |   |               |               |               |               |               |  | Tigres UANL | 0      | 1      | 1      |        |  |  |
|  |                  | Club América | 2            | 2            | 4 |               |               |               |               |               |  |             |        |        |        |        |  |  |
|  | LA Galaxy        | Club América | 2            | 2            | 4 | 0             | 0             | 0             |               |               |  |             |        |        |        |        |  |  |
|  | LA Galaxy        |              |              |              |   | 0             | 0             | 0             |               |               |  |             |        |        |        |        |  |  |
|  | Santos Laguna    | 0            | 4            | 4            |   |               |               |               |               |               |  |             |        |        |        |        |  |  |
|  | Santos Laguna    | 0            | 4            | 4            |   | Santos Laguna | 0             | 0             | 0             |               |  |             |        |        |        |        |  |  |
|  |                  |              |              |              |   | Santos Laguna | 0             | 0             | 0             |               |  |             |        |        |        |        |  |  |
|  |                  | Club América | 0            | 1            | 1 |               |               |               |               |               |  |             |        |        |        |        |  |  |
|  | Seattle Sounders | Club América | 0            | 1            | 1 | 2             | 1             | 3             |               |               |  |             |        |        |        |        |  |  |
|  | Seattle Sounders |              |              |              |   | 2             | 1             | 3             |               |               |  |             |        |        |        |        |  |  |
|  | Club América     | 2            | 3            | 5            |   |               |               |               |               |               |  |             |        |        |        |        |  |  |

### Kwartfinales
De wedstrijden werden gespeeld op 23 en 24 februari (heen) en op 1 en 2 maart (terug).
| Team 1                  | Tot.  | Team 2                 | 1e wedstr. | 2e wedstr. |
| ----------------------- | ----- | ---------------------- | ---------- | ---------- |
| (8) Seattle Sounders FC | 3 – 5 | Club América (1)       | 2 – 2      | 1 – 3      |
| (7) Querétaro FC        | 3 – 1 | D.C. United (2)        | 2 – 0      | 1 – 1      |
| (6) Club Tigres UANL    | 3 – 1 | Real Salt Lake (3)     | 2 – 0      | 1 – 1      |
| (5) Los Angeles Galaxy  | 0 – 4 | Club Santos Laguna (4) | 0 – 0      | 0 – 4      |

|                                |                                        |       |              |                                                |
| 1 maart 2016 20:00 uur (UTC−5) | D.C. United                            | 1 – 1 | Querétaro FC | Robert F. Kennedy Memorial Stadium, Washington |
| 1 maart 2016 20:00 uur (UTC−5) | Verslag (Concacaf) Verslag (Soccerway) |       |              | Robert F. Kennedy Memorial Stadium, Washington |

|                                |                                        |       |                    |                         |
| 1 maart 2016 21:00 uur (UTC−6) | Club Santos Laguna                     | 4 – 0 | Los Angeles Galaxy | Estadio Corona, Torreón |
| 1 maart 2016 21:00 uur (UTC−6) | Verslag (Concacaf) Verslag (Soccerway) |       |                    | Estadio Corona, Torreón |

|                                |                                        |       |                     |                                  |
| 2 maart 2016 19:00 uur (UTC−6) | Club América                           | 3 – 1 | Seattle Sounders FC | Estadio Azteca, Ciudad de México |
| 2 maart 2016 19:00 uur (UTC−6) | Verslag (Concacaf) Verslag (Soccerway) |       |                     | Estadio Azteca, Ciudad de México |

|                                |                                        |       |                  |                          |
| 2 maart 2016 20:00 uur (UTC−7) | Real Salt Lake                         | 1 – 1 | Club Tigres UANL | Rio Tinto Stadium, Sandy |
| 2 maart 2016 20:00 uur (UTC−7) | Verslag (Concacaf) Verslag (Soccerway) |       |                  | Rio Tinto Stadium, Sandy |

### Halve finales
De wedstrijden werden gespeeld op 15 en 16 maart (heen) en op 5 april (terug).
| Team 1             | Tot.  | Team 2           | 1e wedstr. | 2e wedstr.   |
| ------------------ | ----- | ---------------- | ---------- | ------------ |
| Club Santos Laguna | 0 – 1 | Club América     | 0 – 0      | 0 – 1 (n.v.) |
| Querétaro FC       | 0 – 2 | Club Tigres UANL | 0 – 0      | 0 – 2        |

### Finale
De finale wordt gespeeld over twee wedstrijden. De heenwedstrijd vindt plaats op 20 april en de terugwedstrijd op 27 april.
|                             |                  |                              |              | |
| 20 april 2016 21:45 (UTC−4) | Club Tigres UANL | 0 − 2                        | Club América | Estadio Universitario, San Nicolás de los Garza Toeschouwers: 39.293 Scheidsrechter: Roberto García |
| 20 april 2016 21:45 (UTC−4) |                  | Benedetto 49' Martínez 90+3' |              | Estadio Universitario, San Nicolás de los Garza Toeschouwers: 39.293 Scheidsrechter: Roberto García |

|                             |                                |       |                  |                                                                                    |
| 27 april 2016 21:45 (UTC−4) | Club América                   | 2 − 1 | Club Tigres UANL | Aztekenstadion, Mexico-Stad Toeschouwers: 80.000 Scheidsrechter: Fernando Guerrero |
| 27 april 2016 21:45 (UTC−4) | Arroyo 68' Martínez 87' (pen.) |       | Gignac 39'       | Aztekenstadion, Mexico-Stad Toeschouwers: 80.000 Scheidsrechter: Fernando Guerrero |

| Winnaar CONCACAF Champions League 2015/16 |
| ----------------------------------------- |
| Club América 7e titel                     |